# Bronsteebrug
De Bronsteebrug is een vaste brug in de Noord-Hollandse gemeente Heemstede. De brug overspant de overgang van de Bronsteevijver naar de Bronsteevaart en verbindt de Wagnerkade met de Bronsteelaan. Ze is vernoemd naar de in 1856 gesloopte hofstede Bronstee, die zich in de nabijheid van de brug bevond.
Op 31 december 1935 stelde de gemeenteraad van Heemstede een krediet van 26.500 gulden beschikbaar voor de bouw van een brug over de vaart. Tegelijkertijd werd de naam Bronsteebrug vastgesteld.
De brug werd ontworpen door de Dienst der Publieke Werken en werd begin augustus 1936 opengesteld voor verkeer. Het brugdek is 16 meter breed tussen de brugleuningen, met een rijbaan van 9 meter en aan weerszijden een voetpad van 3,5 meter. De doorvaarthoogte bedraagt 2,18 meter.
De brug is uitgevoerd in een stijl die elementen van de Nieuwe zakelijkheid en het expressionisme combineert. Er is gebruikgemaakt van staal, beton en graniet. De bruggenhoofden zijn bekleed met Noorsch graniet. De smeedijzeren brugleuningen bevatten decoratieve elementen in de stijl van de Amsterdamse School.
In de noordoostelijke brugleuningmuur zijn de teksten ANNO 1936 en BRONSTEEBRUG uitgehakt en gepolijst. Het rechter bruggenhoofd wordt bekroond met een 1,15 meter hoog sculptuur van rode Maulbronner zandsteen, vervaardigd door H.A. van den Eijnde. Het beeld stelt een zittende vrouw voor met in elke arm een kruik; de rechter rustend op haar schouder. Hieruit stroomt water, dat wordt opgevangen door een man en een vrouw met kruiken. Het beeld vormt een personificatie van de bron.
Amstelbrug · Asterbrug · Blauwe Brug · Boekenrodebrug · Bosch en Hovenbrug · Bronsteebrug · Crayenesterbrug · Emausbrug · Glipperbrug · Grotbrug · Händelbrug · Houtvaartbrug · Huygensbrug · IJzeren Brug · Kwakelbrug · Leyduinbrug · Lindenbrug · Manpadsbrug · Marisbrug · Van Merlenbrug · Molenbrug · Overbosbrug · Schouwbroekerbrug · Vaartbrug · Vrijheidsbrug · Zandvaartbrug · Zandvoortsebrug